# Гусиный лук изменённый
Гусиный лук изменённый, или изменчивый, или переменчивый (лат. Gagea commutata), — вид травянистых растений рода Гусиный лук (Gagea) семейства Лилейные (Liliaceae).

## Ботаническое описание

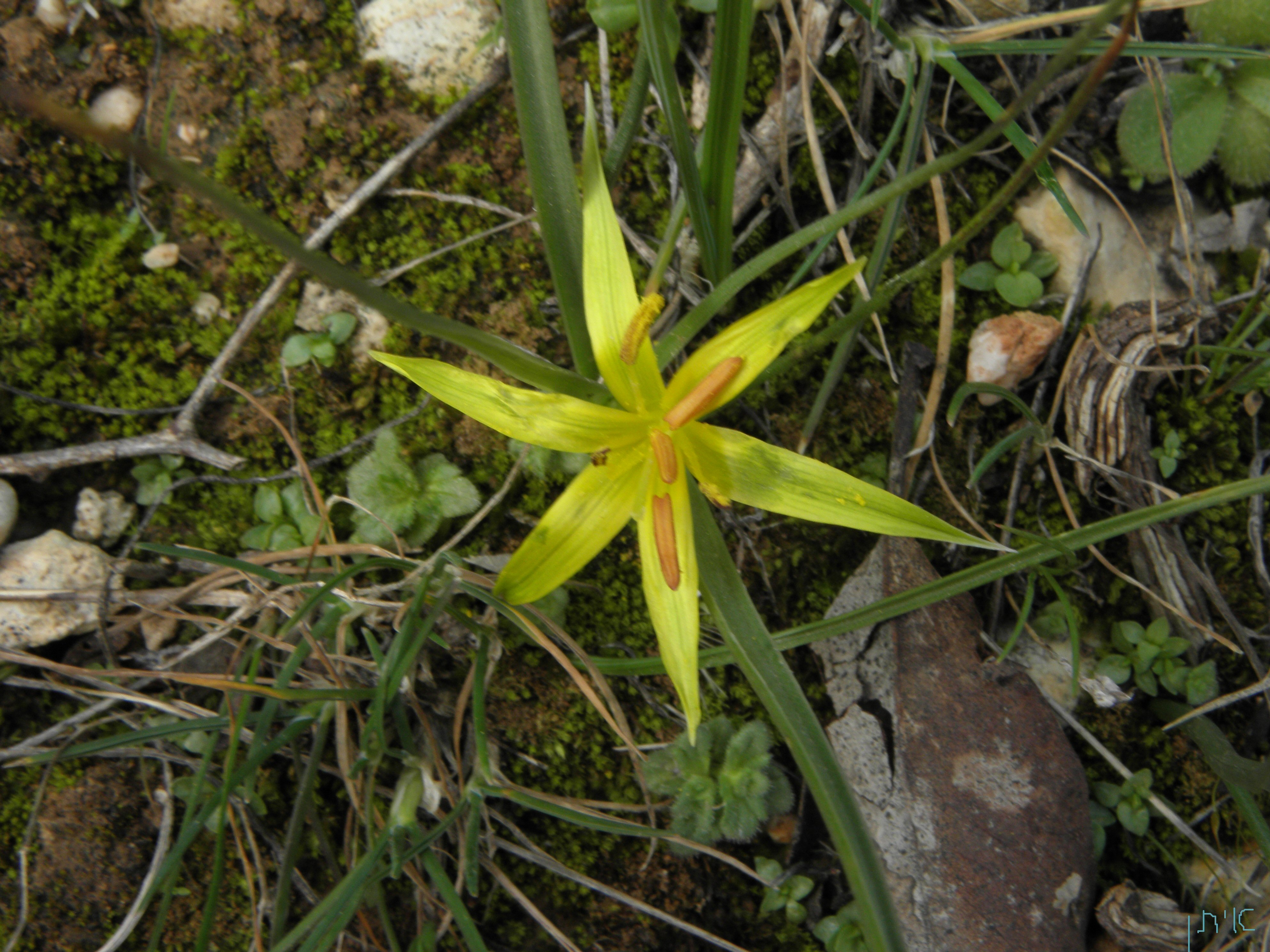
Цветок

Многолетнее травянистое растение. Луковица яйцевидная, с бурыми влагалищами, более или менее оплетёнными корневыми мочками; влагалища наверху плёнчато-надорванные, не образуют шеёки; от луковицы часто отходят белые нитевидные побеги, заканчивающиеся белыми клубневидными вздутиями. Стебли (4) 10-20 см высотой, довольно крепкие. Прикорневые листья обычно в числе двух, немного длиннее соцветия, 1—3 мм шириной, на разрезе сплюснуто-пятигранные, обычно более или менее сизые. Подсоцветные листья в числе до 3—5, очень неравные, узколинейные, нижний из них часто превышает соцветие.
Цветочный стебель иногда сильно укорочен и цветоножки выходят прямо от вершины луковицы, крепкие, во много раз длиннее одиночного или немногих цветков. Околоцветник крупный, 15—18 мм длиной, внутри жёлтый, снаружи зелёный с широкой жёлтой каёмкой по краям; доли его длинно-оттянуто-заострённые. Пыльники продолговатые. Коробочка яйцевидно-продолговатая, тупая. Цветение в апреле.

## Распространение и экология
Кавказ и Западная Азия. Растёт на сухих травянистых склонах, в кустарниках и на пашнях до среднего горного пояса.